# Bulbostylis hispida
Bulbostylis hispida là một loài thực vật có hoa trong họ Cói. Loài này được (Steud.) Beetle mô tả khoa học đầu tiên năm 1945.